# Aleiodes quickei
Aleiodes quickei är en stekelart som beskrevs av Fortier 2007. Aleiodes quickei ingår i släktet Aleiodes och familjen bracksteklar. Inga underarter finns listade i Catalogue of Life.